# Orca Symphony No. 1
Orca Symphony No. 1 är System of a Down-sångaren Serj Tankians fjärde studioalbum. Albumet torgfördes den 3 april 2012 på Tankians hemsida även om dess namn var okänt vid detta tillfälle. Detta är Tankians första studioalbum som är i form av en klassisk symfoni. Symfonin framfördes för första gången den 28 oktober 2012 i Linz, Österrike tillsammans med Das Karussell Orchestra. Även låtar från Tankians livealbum Elect the Dead Symphony spelades under denna konsert. Arbetet med Orca Symphony No. 1 påbörjades under tiden Tankian arbetade med sitt andra studioalbum Imperfect Harmonies.
Tankian beskriver albumet med följande ord: "Orca är känd som en späckhuggare, men det är egentligen en sorts mörk delfin; en symbol för mänsklig dikotomi." Låtmaterialet till Orca Symphony No. 1 skrevs under ett antal år och inspiration har hämtats från kompositörer under den tidigare hälften av 1900-talet samt kompositörer av filmmusik. En tävling, kallad Orca: The Symphony Art Contest, hölls i samband med lanseringen av albumet. Tävlingen gick ut på att lyssna på "Orca Act I - Victorious Orcinus" och skapa ett konstverk som inspirerats av musiken.

## Låtlista
Alla låtar är skrivna och komponerade av Serj Tankian, om inte annat anges. 
| Nr | Titel                                    | Längd |
| -- | ---------------------------------------- | ----- |
| 1. | Orca Act I - Victorious Orcinus          | 8:45  |
| 2. | Orca Act II - Oceanic Subterfuge         | 8:33  |
| 3. | Orca Act III - Deplhinus Capensis        | 8:19  |
| 4. | Orca Act IV - Lamentation of the Beached | 8:27  |